# 波茲尼亞基站
波茲尼亞基站（羅馬化：Pozniaky,  （ⓘ））是基輔地鐵瑟雷茨-佩切拉線的一個這站，開通於1994年12月28日。波茲尼亞基站有兩個出口，站名取自於附近的波茲尼亞基地區。